# 鹿島サッカースタジアム駅
鹿島サッカースタジアム駅（かしまサッカースタジアムえき）は、茨城県鹿嶋市大字神向寺にある東日本旅客鉄道（JR東日本）・鹿島臨海鉄道の駅である。

## 概要
JR東日本鹿島線・鹿島臨海鉄道大洗鹿島線の終点かつ、鹿島臨港線の起点となっている。また、千葉支社の管轄駅としては、最北端に位置する。
常時運行される列車は大洗鹿島線（鹿島線直通）の旅客列車と鹿島臨港線の貨物列車のみで、元々貨物駅である北鹿島駅（きたかしまえき）として設置されたこともあり、通常は旅客列車は当駅に営業停車しない（信号扱所、貨物駅の機能のみで、交換のための運転停車を行う場合はあり）。ただし、当駅がJR東日本と鹿島臨海鉄道の会社境界駅であることから、開設以来当駅を（運賃計算上の）連絡駅として運賃計算を行っており、当駅発着の乗車券は常時発売される。
当駅に旅客列車が営業停車するのは、駅に隣接するメルカリスタジアム（茨城県県立カシマサッカースタジアム）でサッカーの試合 が開催される場合のみで、旅客駅としての扱いは実質的に臨時駅と同等と言えるが、旅客扱いのない日も運転扱い上の駅（信号場・貨物駅）として機能しており、路線・営業上も両線の境界駅であることから、『JR時刻表』および『JTB時刻表』には「（臨）」（臨時駅）の表記がない。旅客駅としてはJR東日本成田統括センター（鹿島神宮駅）が管轄する無人駅となっているが、旅客営業時は当日開催される試合の規模に応じ、鹿島臨海鉄道の社員が派遣され改札業務や乗車券販売などを行うことが多い。
運転士が用いる時刻表などでは、「鹿島スタ」と略して表示される。
2020年3月14日から当駅でSuicaが使えるようになったが、鹿島神宮駅およびその先のJR鹿島線方面のみ利用可能であり、大洗・水戸方面（大洗鹿島線）へは利用できない。営業期間中に限り、当駅 - 鹿島神宮駅間に限ってICを使った大洗鹿島線列車への乗車が可能である。

## 歴史
鹿島臨海工業地帯で生産される貨物輸送を目的に、鹿島臨海鉄道臨港線から日本国有鉄道（国鉄）へ乗り入れる旧国鉄鹿島線の貨物駅「北鹿島駅」として1970年（昭和45年）に開業したのが始まりである。1993年（平成5年）に日本プロサッカーリーグ（Jリーグ）人気の高まりから観戦するファンの利便性を向上させるために、JR東日本千葉支社が、茨城県立カシマサッカースタジアム至近で旅客営業が無かった同駅に、鹿島アントラーズホームゲームを観戦するファンの利用が見込まれることから、鹿島町（現鹿嶋市）が予算を拠出して総工費約3億8000万円をかけて旅客用ホームを新設し、翌1994年（平成6年）3月12日から乗降駅として試合開催日に限定して旅客ホームに臨時列車を停車させて供用を開始した。同年3月10日に「鹿島サッカースタジアム駅」と改称して完成した同駅の開業式では、「マリンライナーはまなす」を初停車車両として迎え、地元関係者が見守るなかで行われた。

### 年表
- 1970年（昭和45年）
  - 7月21日：鹿島臨海鉄道鹿島臨港線の北鹿島駅（きたかしまえき）として開設。当駅から奥野谷浜駅まで開業。貨物のみ取扱い。
  - 11月12日：日本国有鉄道鹿島線鹿島神宮 - 当駅間（貨物線）が開業[1][2]。
- 1978年（昭和53年）7月25日：鹿島臨海鉄道鹿島臨港線に旅客列車設定[1]。当駅は通過扱いだが、名目上旅客扱い開始[1][2]。当駅でスイッチバックして鹿島神宮駅まで乗り入れる[2][6]。
- 1983年（昭和58年）12月1日：鹿島臨海鉄道鹿島臨港線の旅客列車廃止[1][2]。旅客扱い廃止[1][2]。
- 1985年（昭和60年）3月14日：鹿島臨海鉄道大洗鹿島線水戸 - 当駅間53.0km開業[1]。名目上旅客扱い再開[1]。
- 1986年（昭和61年）11月1日：駅員無配置駅となる[7]。
- 1987年（昭和62年）4月1日：国鉄分割民営化に伴い、東日本旅客鉄道（JR東日本）の駅となる[1][2]。
- 1991年（平成3年）
  - 2月14日：同駅近郊に建設される茨城県立サッカースタジアム（メルカリスタジアム）を本拠地にした住友金属のサッカーチーム（後の鹿島アントラーズ）がプロサッカーリーグに1993年度から参加することが決まる。[8]
  - 3月22日：当時の鹿島町長（1995年より鹿嶋市）からJR東日本千葉支社に「県立サッカースタジアム建設に伴う交通体系の整備に関する要望」が提出[8]。
  - 4月16日：当時の鹿島町長から鹿島臨海鉄道に「県立サッカースタジアム建設に伴う交通体系の整備に関する要望」が提出[8]。
  - 11月8日：JR東日本千葉支社・JR貨物関東支社・鹿島臨海鉄道・茨城県・鹿島町による第1回関係者会議が開催[8]。
- 1993年（平成5年）
  - 3月：各者間の協議がまとまり、1994年からの旅客営業開始で合意[8]。
  - 5月15日：同駅での旅客設備新設工事が着工[5][8]。なおこの日は日本のJリーグが初めて試合を行った日である（アントラーズは翌日）。
  - 5月16日：カシマスタジアムで最初のJリーグ公式戦を開催。同年内の観客輸送は鹿島神宮駅と鹿島大野駅からのバス輸送で対応[8]。
- 1994年（平成6年）3月12日：鹿島サッカースタジアム駅に改称[1][2][3]。試合開催日のみ臨時駅として旅客営業開始[1][2][4][8]。
- 2002年（平成14年）6月2日：カシマサッカースタジアムで2002 FIFAワールドカップを開催。臨時列車が鹿島神宮駅や水戸駅と同駅との間で運転。
  - 当初はJRの臨時列車が東京駅と同駅の間を直通運転する予定だったが、前年の明石花火大会歩道橋事故を受け、設備が小規模な同駅に観客が集中することでの事故発生を防止するという理由で中止され、鹿島神宮駅での乗換となる。
- 2005年（平成17年）10月16日：大洗鹿島線開業20周年を記念し、国土交通省の特別な許可を得た上で、通常は旅客輸送を行わない鹿島臨港線で、当駅から神栖駅まで鹿島臨海鉄道の6000形気動車2両編成を使用し旅客営業が3往復行われる[6]。
- 2006年（平成18年）7月15日：2006JOMOオールスターサッカーがカシマサッカースタジアムで開催。その際、JR東日本の臨時列車が初めて乗り入れた。
- 2009年（平成21年）3月14日：東京近郊区間に組み込まれる[9]。
- 2020年（令和2年）3月14日：ICカード「Suica」の利用が可能となる（JR線のみ）[10][11]。

## 駅構造
旅客駅としては島式ホーム1面2線（幅5メートル、長さ100メートル、5両編成までの列車に対応可能。屋根はカシマサッカースタジアムを意識したデザインを採用する）を有する地上駅。これとは別に鹿島線の留置線、貨物用（鹿島臨港線、大洗鹿島線との授受）の側線、機関車の留置線を有し、ここで機関車の付け替えが行われている。
駅構内は一部を除き直流1500Vで電化されており、定期貨物列車として日本貨物鉄道（JR貨物）新鶴見機関区所属のEF210形電気機関車が乗り入れるほか、鹿島線香取方面に使用される電車（E235系など）が夜間留置のため乗り入れる。前記したが、サッカー試合開催時にはJR東日本の電車が営業運転で乗り入れることもあり、ホームには5両編成の特急電車用停止位置目標も用意されている。
同駅の跨線橋は歩行者専用の市道となっており、試合開催日には駅の利用者と線路を挟んだ向かい側に点在する民間駐車場からスタジアムまで行く観客との共用である。
JR線用の簡易Suica改札機・Suicaチャージ機設置。エレベーターやエスカレーターは設置されていない。

### のりば
| 番線 | 路線        | 方向                   | 行先           |
| ---- | ----------- | ---------------------- | -------------- |
| 1    | ■大洗鹿島線 | 新鉾田・大洗・水戸方面 |                |
| 2    | ■大洗鹿島線 | 鹿島神宮方面           |                |
| 2    | ■鹿島線     | 鹿島神宮・成田方面     | 臨時列車運転時 |

（出典：JR東日本:駅構内図）
| 運転番線 | 営業番線 | ホーム     | 鹿島神宮方面着発 | 神栖方面着発 | 大洗方面着発 | 引上げ線着発 | 備考       |
| -------- | -------- | ---------- | ---------------- | ------------ | ------------ | ------------ | ---------- |
| 1        |          | ホームなし | 到着・出発可     | 不可         | 不可         |              |            |
| 2        |          | ホームなし | 到着・出発可     | 不可         | 不可         |              |            |
| 3        | 1        | 5両分      | 到着・出発可     | 到着・出発可 | 出発可       | 入出区可     | 下り主本線 |
| 4        | 2        | 5両分      | 到着・出発可     | 到着・出発可 | 到着可       | 入出区可     | 上り主本線 |
| 5        |          | ホームなし | 到着・出発可     | 到着・出発可 | 不可         | 入出区可     |            |
| 6        |          | ホームなし | 不可             | 不可         | 不可         | 入出区可     | 留置線     |

- 主本線を発着する場合は通過が可能。ただし神栖方面は不可。
- 神栖寄りに機関車用の引き上げ線が1本ある。
- 運転1・2番線は鹿島線電車の夜間滞泊に使用される。
- 運転3 - 5番線は貨物列車の機関車付け替えや機関車の留置のほか、大洗鹿島線気動車の夜間滞泊に使用されることがある。
- 運転3 - 6番線は貨物列車の留置に対応するため、線路有効長はかなり長い。
- 運転3番線 - 神栖方、運転3番線 - 引上げ線で使用する渡り線（運転3 - 4番線間）には架線がない。

（参考資料：『JR東日本全線【決定版】鉄道地図帳 第4巻 水戸・千葉支社管内編』 学研、2010年3月）

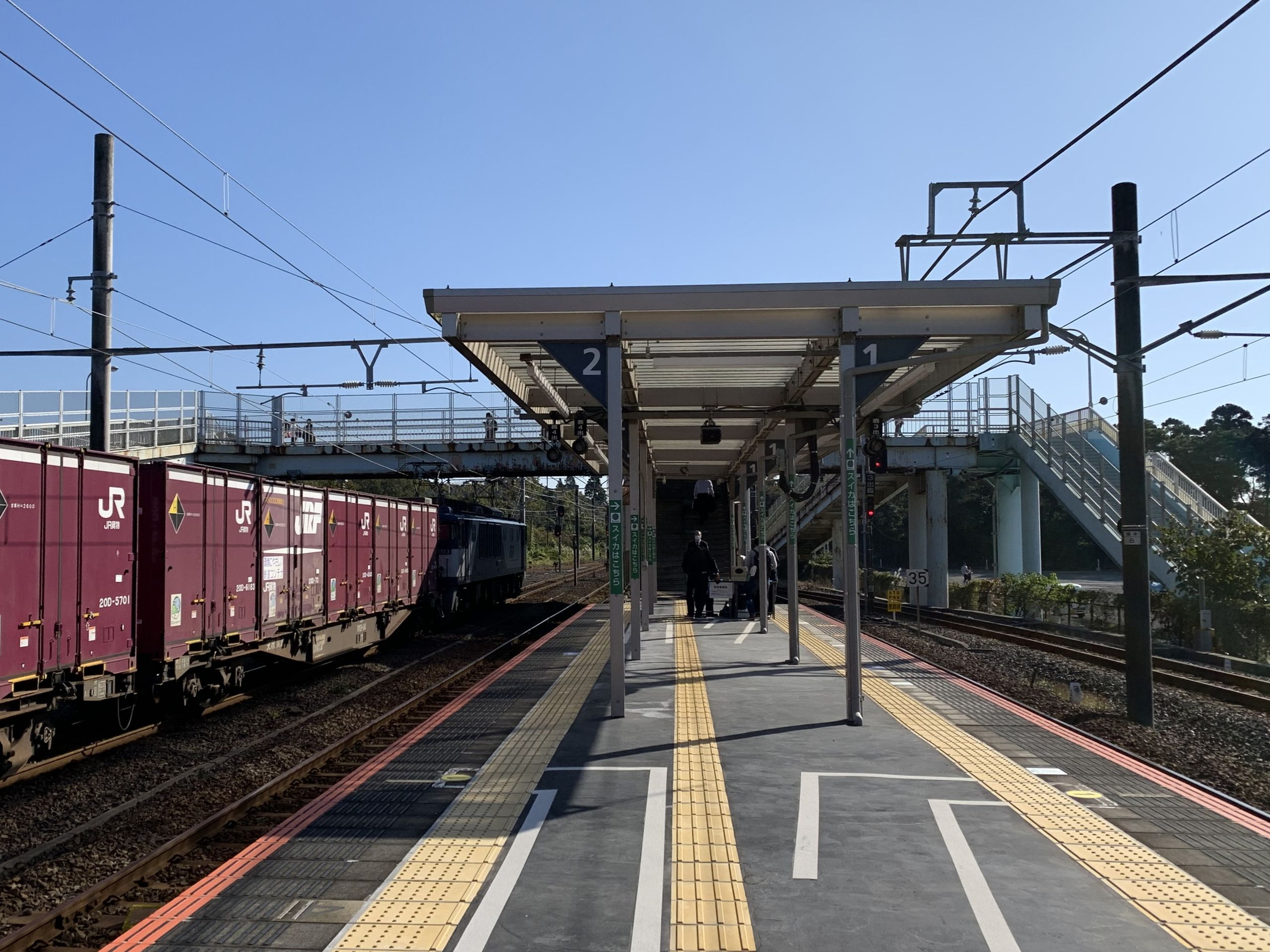
ホーム（2020年11月）
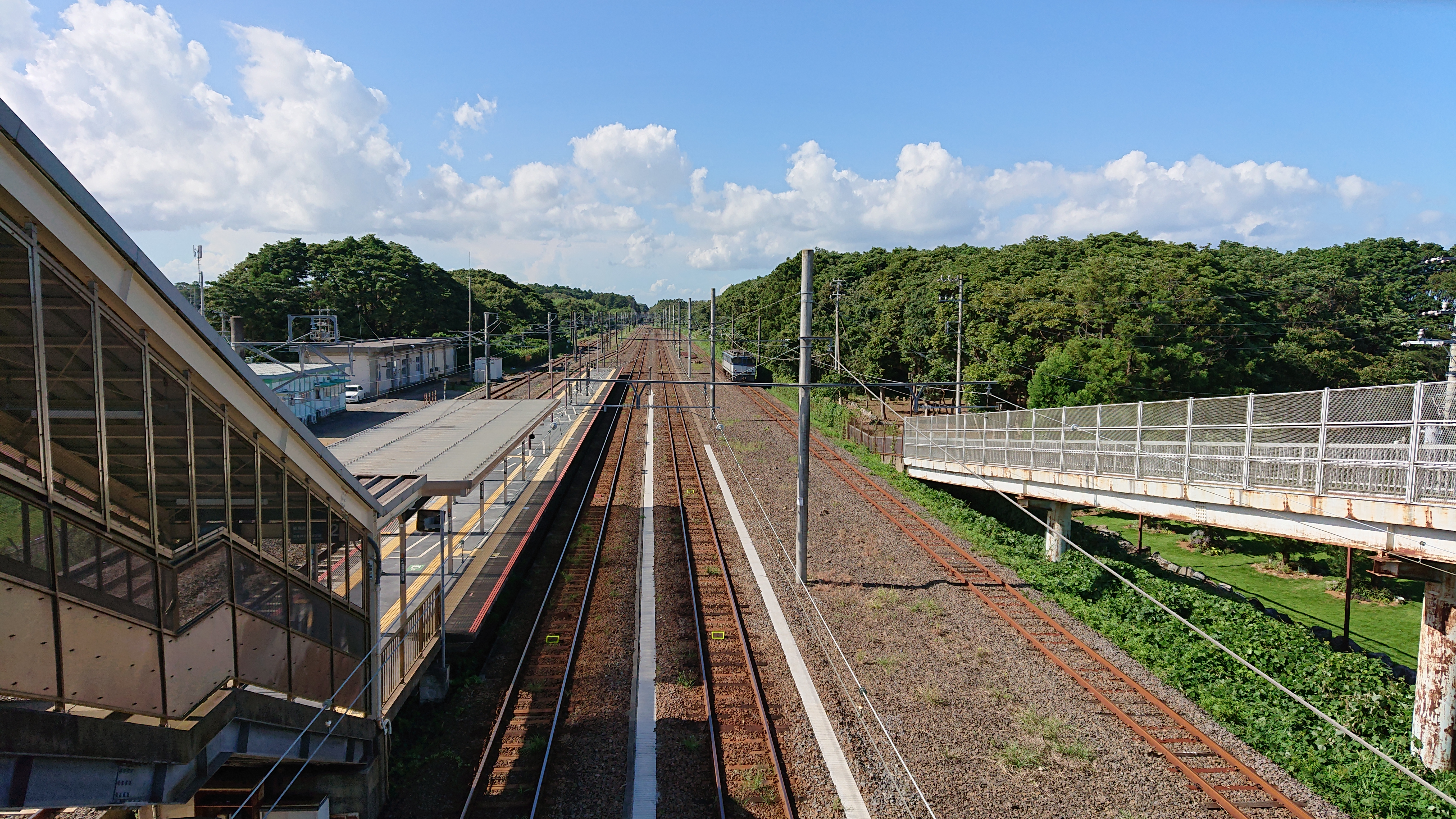
構内（2021年8月）

## 利用状況
JR東日本によると、2022年（令和4年）度の1日平均乗車人員は286人である。
2000年度（平成12年度）以降の1日平均乗車人員の推移は以下のとおりである。
| 年度               | 1日平均 乗車人員 | 出典      |
| ------------------ | ---------------- | --------- |
| 2000年（平成12年） | 634              | [ JR 2 ]  |
| 2001年（平成13年） | 614              | [ JR 3 ]  |
| 2002年（平成14年） | 596              | [ JR 4 ]  |
| 2003年（平成15年） | 607              | [ JR 5 ]  |
| 2004年（平成16年） | 571              | [ JR 6 ]  |
| 2005年（平成17年） | 511              | [ JR 7 ]  |
| 2006年（平成18年） | 478              | [ JR 8 ]  |
| 2007年（平成19年） | 496              | [ JR 9 ]  |
| 2008年（平成20年） | 511              | [ JR 10 ] |
| 2009年（平成21年） | 492              | [ JR 11 ] |
| 2010年（平成22年） | 468              | [ JR 12 ] |
| 2011年（平成23年） | 354              | [ JR 13 ] |
| 2012年（平成24年） | 428              | [ JR 14 ] |
| 2013年（平成25年） | 446              | [ JR 15 ] |
| 2014年（平成26年） | 464              | [ JR 16 ] |
| 2015年（平成27年） | 447              | [ JR 17 ] |
| 2016年（平成28年） | 438              | [ JR 18 ] |
| 2017年（平成29年） | 422              | [ JR 19 ] |
| 2018年（平成30年） | 412              | [ JR 20 ] |
| 2019年（令和元年） | 411              | [ JR 21 ] |
| 2020年（令和02年） | 324              | [ JR 22 ] |
| 2021年（令和03年） | 314              | [ JR 23 ] |
| 2022年（令和04年） | 292              | [ JR 24 ] |
| 2023年（令和05年） | 286              | [ JR 1 ]  |

## 駅周辺

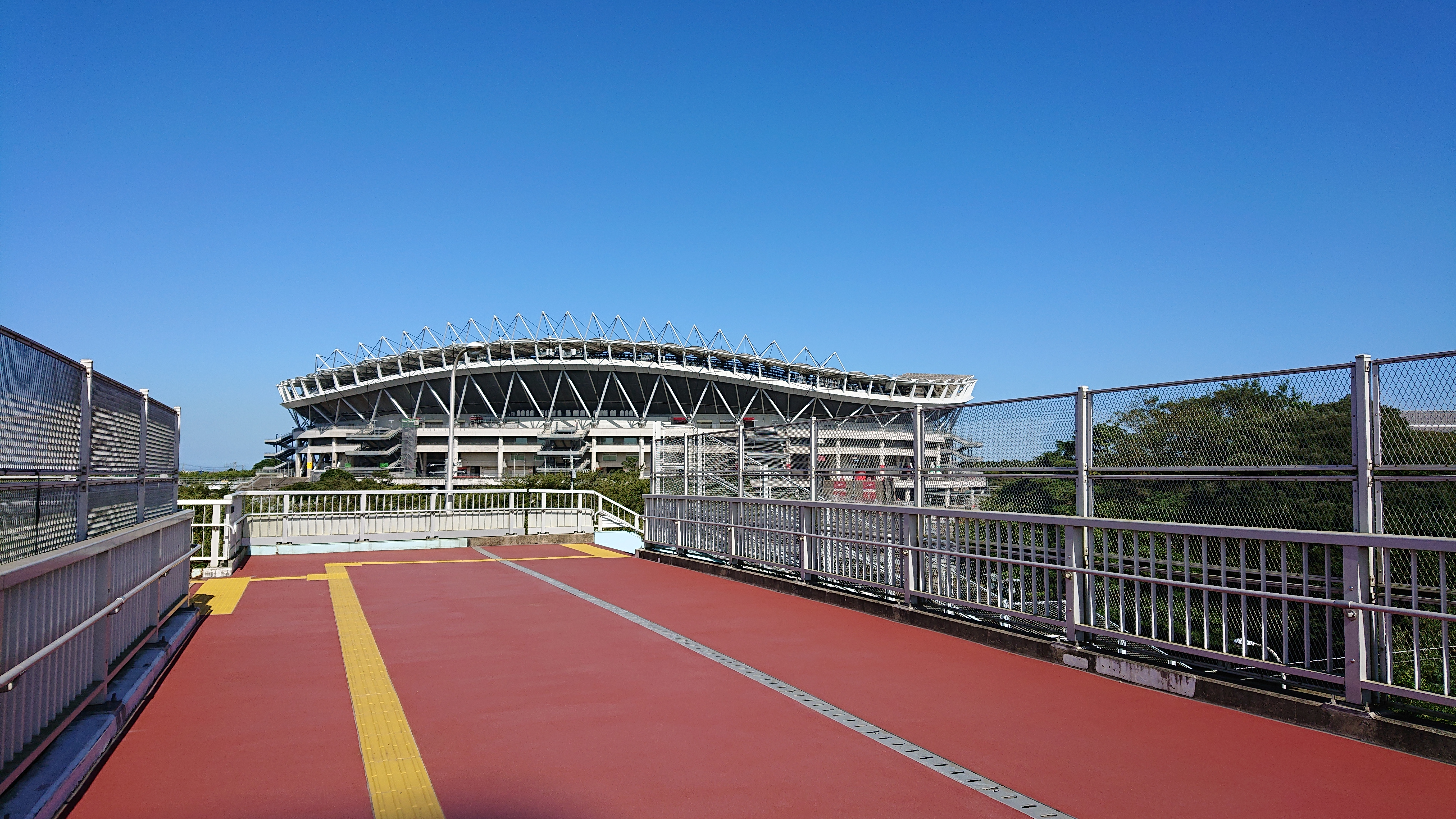
メルカリスタジアム

元々田園地帯の中にスタジアムが設けられたこともあり、駅から集落までは距離がある。大字神向寺・大字宮中の字界付近にあり、駅ホームは大字宮中に位置している。

### 東側
- メルカリスタジアム（茨城県立カシマサッカースタジアム）（鹿島アントラーズのホームスタジアム）
- カシマサッカーミュージアム
- カシマスポーツセンター
- 卜伝の郷運動公園
- 国道51号

### 西側
- メルカリスタジアム民間駐車場（試合開催日のみ）
- 茨城県道242号鉾田鹿嶋線（大野街道）

## バス路線
駅東のメルカリスタジアム敷地内から東京駅行の高速バス「かしま号」が運行され、サッカー開催日には鹿島神宮駅行のシャトルバス（関東鉄道）と東京駅行きの直行便も運行される。また、駅西側・大野街道沿いに池田交通（鹿島コミュニティバス）の「スタジアム駅入口」停留所がある。
特記のないものは、試合開催日・当駅営業日に関わらず運行される。
| 発着場所                   | 運行事業者                                                                       | 系統・行先                                 | 備考                                                |
| -------------------------- | -------------------------------------------------------------------------------- | ------------------------------------------ | --------------------------------------------------- |
| 「スタジアム駅入口」停留所 | 鹿嶋コミュニティバス（運行は池田交通が受託）                                     | 中央線：高松緑地公園 鹿島灘駅              |                                                     |
| カシマサッカースタジアム   | 関東鉄道・JRバス関東・JRバステック・京成バス                                     | 高速「かしま号」：東京駅                   |                                                     |
| カシマサッカースタジアム   | 関東鉄道・JRバス関東・京成バス・JRバステック・京成トランジットバス・関鉄観光バス | 高速「カシマサッカー号」：東京駅           | サッカー開催日のみ運行 駅西側駐車場発着             |
| カシマサッカースタジアム   | 関東鉄道                                                                         | 臨時「スタジアムシャトルバス」：鹿島神宮駅 | サッカー開催日のみ運行 卜伝の郷運動公園前のりば発着 |

## 隣の駅
東日本旅客鉄道（JR東日本）
■鹿島線
鹿島神宮駅 - 鹿島サッカースタジアム駅
鹿島臨海鉄道
■大洗鹿島線
荒野台駅 - 鹿島サッカースタジアム駅 - 鹿島神宮駅（鹿島線）
□鹿島臨港線（貨物線）
鹿島サッカースタジアム駅 - 神栖駅